# Muhammad I. (Córdoba)

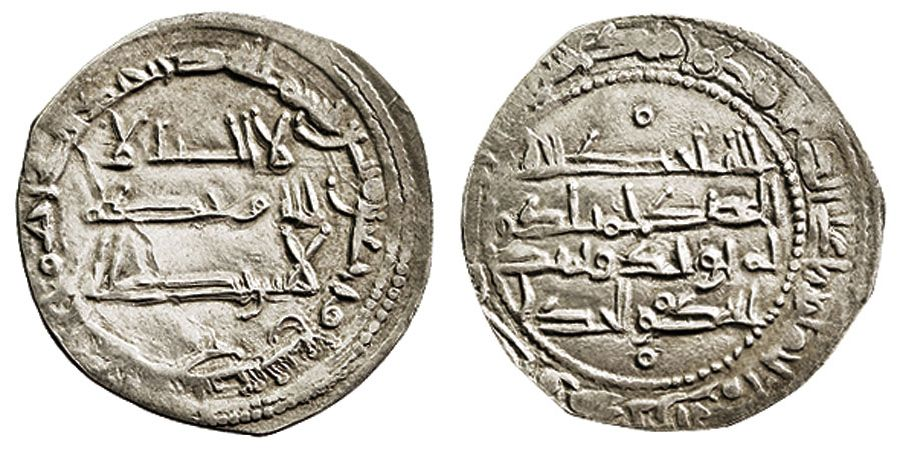
Unter Muhammad I. geprägter Dirhem

Muhammad I. (arabisch محمد بن عبد الرحمن, DMG Muḥammad ibn ʿAbd ar-Raḥman, spanisch Mohamed I de Córdoba, * 823; † 886) war der fünfte Emir von Córdoba (852–886).

## Leben
Muhammad I. wurde 852 Nachfolger seines Vaters Abd ar-Rahman II. im Emirat von Córdoba. Zunächst war es zwischen 851 und 859 zu starken Spannungen mit den Mozarabern gekommen, als diese von christlichen Asketen zum Märtyrertum aufgestachelt wurden. So erfolgten von einigen Christen in der Öffentlichkeit Schmähungen gegen den Islam und den Propheten Mohammed, die von der umayyadischen Strafjustiz mit dem Tode geahndet wurden. Nachdem 45 „Märtyrer von Córdoba“ den Tod gefunden hatten, ließ Muhammad I. durch eine christliche Synode den vorsätzlichen Märtyrertod verdammen, womit die christlichen Ausfälle gegen den Islam auch nachließen und das Verhältnis zwischen Christen und Muslimen nicht weiter belastet wurde.
Dann gelang es Muhammad 862 die Markgrafschaft Saragossa wieder zu unterwerfen, bevor sie 866 erneut von den Umayyaden abfiel. Nachdem auch die Markgrafschaften Toledo (852) und Mérida (868) ihre Unabhängigkeit erklärt hatten, war die Macht von Muhammad I. erheblich eingeschränkt. Alfons III. von Asturien nutzte dies aus, um sein Reich weiter nach Süden auszudehnen. Als sich Alfons auch mit den Muladí-Rebellen Ibn Marwan und Saʿdūn as-Surunbāqī verbündete, musste Muhammad I. 883 mit Asturien Frieden schließen. Die Krise des Emirats erreichte ihren vorläufigen Höhepunkt, als 884 in Bobastro bei Málaga der Aufstand des Umar ibn Hafsun ausbrach und sich schnell im südlichen Andalusien ausbreitete. 
Zu den wichtigsten muslimischen Rechtsgelehrten während seiner Herrschaft gehörten Muhammad ibn Yūsuf ibn Matrūh (gest. 884) und Baqī ibn Machlad. Muhammad I. starb 886. Nachfolger wurde sein Sohn al-Mundhir (886–888).